# Chinjusha

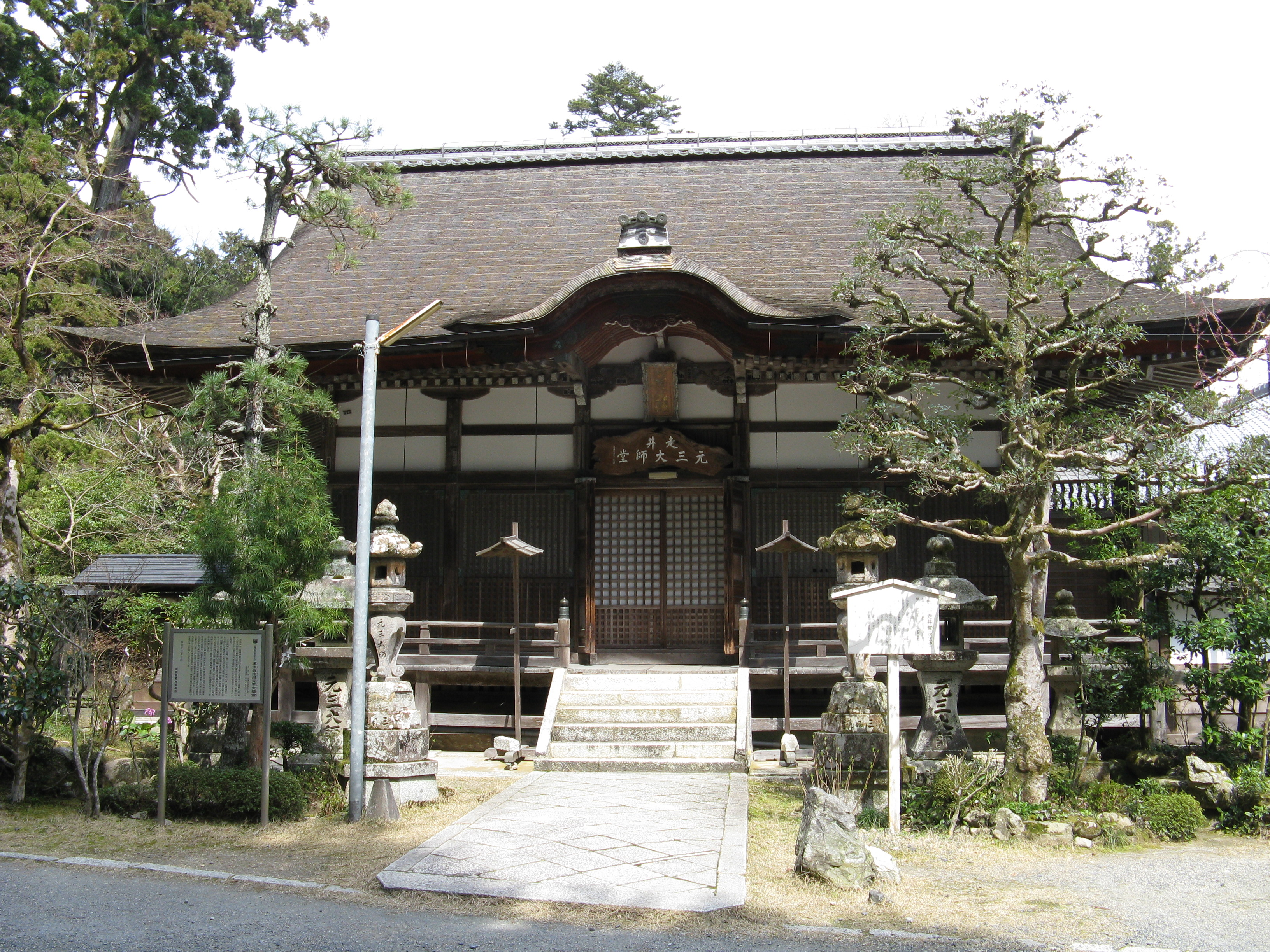
Hiyoshi Taisha è il santuario tutelare di Enryaku-ji

In Giappone, una chinjusha (鎮守社•鎮社? o santuario tutelare) è un santuario shintoista che custodisce un kami tutelare (鎮守神?, chinjugami); cioè, uno spirito protettore che protegge un'area, un villaggio, un edificio o un tempio buddista. Il Palazzo Imperiale ha il suo santuario tutelare dedicato alle 21 divinità guardiane del Santuario di Ise. I santuari tutelari sono in genere molto piccoli, ma c'è una gamma di dimensioni, e il grande Hiyoshi Taisha per esempio è il santuario tutelare di Enryaku-ji. Il santuario tutelare di un tempio o del complesso nelle due forme insieme sono talvolta chiamati un tempio-santuario (寺社?, jisha). Se un santuario tutelare è chiamato chinju-dō, è il santuario tutelare di un tempio buddista. Anche in questo caso, tuttavia, il santuario conserva la sua particolare architettura.

## Chinjugami
Un chinjugami è il kami tutelare di un'area o di un edificio specifico, come ad esempio un villaggio o un tempio buddista. Il termine oggi è sinonimo di ujigami (antenato tutelare del clan) e ubusuna (産土神?, lett. luogo nativo del kami), tuttavia le tre parole avevano originariamente un significato diverso. Mentre il primo si riferisce all'antenato di un clan e il secondo al kami tutelare del luogo di nascita, chinjugami è il kami tutelare di un dato luogo, molto rispettato e venerato. I concetti erano tuttavia sufficientemente vicini da fondersi con il passare del tempo.

## Storia

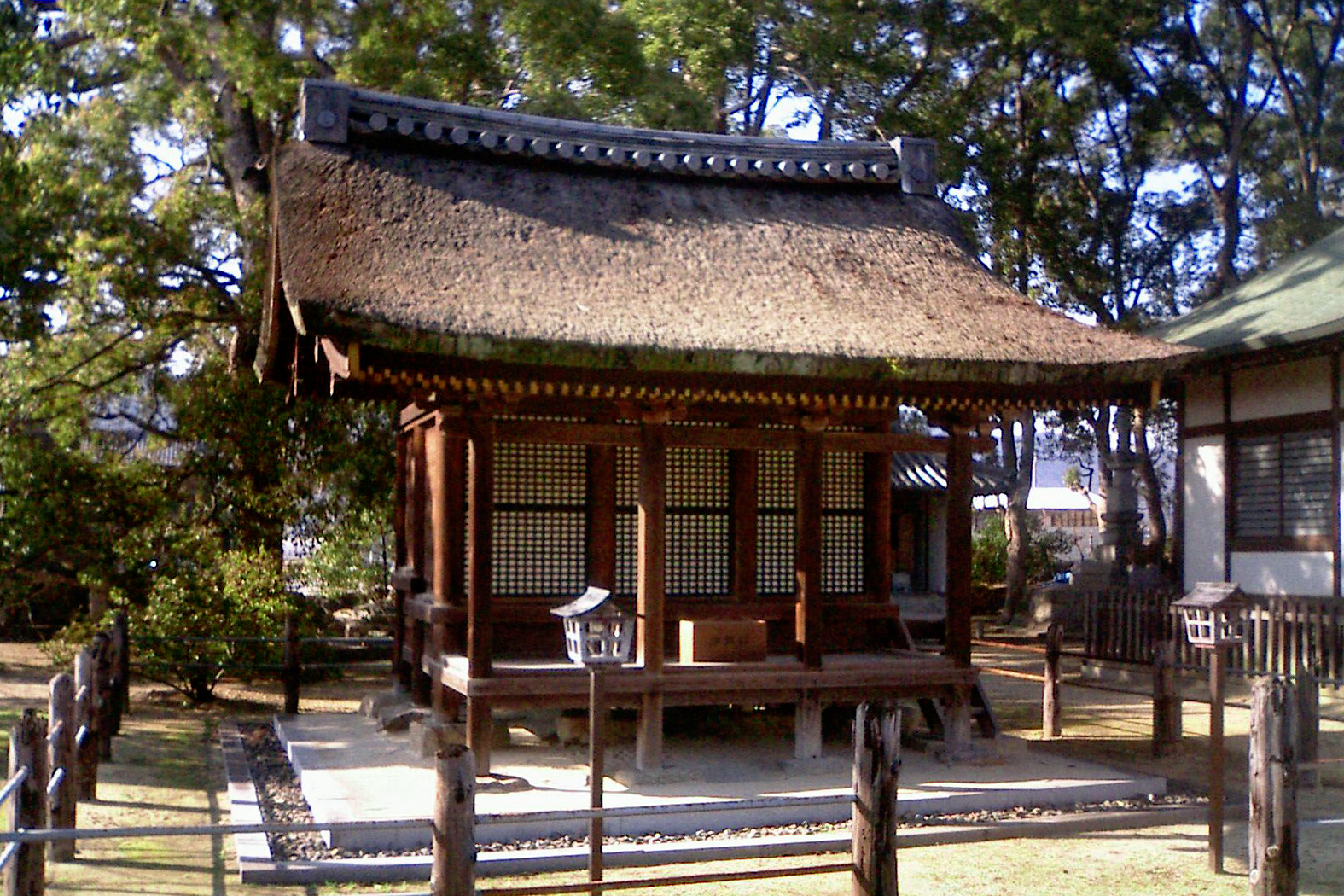
Il chinjū-dō del Motoyama-ji

La frequente presenza, anche oggi, di un santuario shintoista vicino o in un tempio buddista ha le sue radici negli sforzi compiuti dai giapponesi per riconciliare l'adorazione locale dei kami con il buddismo importato.
Uno dei primi sforzi del genere fu fatto durante il periodo Nara (710–794) con la fondazione dei cosiddetti templi-santuari (jingū-ji), complessi costituiti da un santuario dedicato ad alcuni kami e ad un tempio buddista. Si ritiene che questa soluzione sincretica abbia le sue radici nel cinese qié-lán-shen (garanjin (伽藍神?, lett. kami del garan) in giapponese), dei tutelari dei templi cinesi.
La ragione per cui i templi buddisti e i santuari shintoisti furono costruiti insieme fu la credenza che i kami, come gli umani, necessitavano di salvezza attraverso il potere del Buddha. Si pensava che i Kami fossero soggetti al karma e alla reincarnazione come gli esseri umani, e le prime storie buddiste raccontano come il compito di aiutare il sofferente kami fosse assunto dai monaci vagabondi. Un kami locale apparirebbe in un sogno al monaco, raccontandogli della sua sofferenza. Per migliorare il karma del kami attraverso i riti buddisti e la lettura dei sūtra, il monaco costruisce un tempio accanto al santuario del kami. Tali raggruppamenti sono stati creati già nel VII secolo, ad esempio a Usa, nel Kyūshū, dove il kami Hachiman era adorato insieme a Miroku Bosatsu (Maitreya) presso Hachiman-gū a Usa. Come risultato della creazione di complessi di templi-santuari, molti di essi che erano all'aperto divennero raggruppamenti di edifici in stile buddista.
Alla fine dello stesso secolo, Hachiman fu dichiarato essere il kami tutelare del Dharma e, poco dopo, un bosatsu. I santuari per lui iniziarono ad essere costruiti nei templi (i cosiddetti templi-santuario, o jisha), segnando un importante passo avanti nel processo di fusione tra adorazione kami e buddismo. Quando fu costruito il grande Buddha di Tōdai-ji a Nara, all'interno del tempio fu eretto anche un santuario per Hachiman, secondo la leggenda a causa di un desiderio espresso dallo stesso kami. Dopo ciò, i templi di tutto il paese adottarono kami tutelari come Hachiman e costruirono dei santuari per essi.
Questa tendenza a vedere i kami come divinità tutelari fu rafforzata durante il periodo Edo (1603–1868) dal sistema terauke. Poiché tutti i santuari erano per legge di proprietà e gestiti da un tempio buddista, molti dei loro kami vennero considerati come kami tutelari del tempio.
Di conseguenza, fino al periodo Meiji (1868–1912) la stragrande maggioranza di tutti i santuari era piccola, non aveva un sacerdote permanente e apparteneva a un tempio buddista. Con pochissime eccezioni come il Santuario di Ise e Izumo Taisha, erano solo parte di un complesso di templi-santuario controllato dal clero buddista. Poiché hanno sancito un kami tutelare locale e minore, sono stati chiamati con il nome del kami seguito da termini come gongen (avatar), ubusuna, o myōjin (明神?, grande kami). Il termine jinja (神社?), ora più comune, era raro. Esempi di questo tipo di utilizzo pre-Meiji sono il Tokusō Daigongen e il santuario Kanda

## Esempi di santuario tutelare
- Come abbiamo visto, Hachiman ha svolto un ruolo importante nell'evoluzione dei santuari del tempio, ed è ancora il kami tutelare di molti templi importanti, tra cui Tōdai-ji, Daian-ji, Yakushi-ji e Tō-ji.[13]
- I santuari di Akiha praticano un culto per la protezione contro gli incendi che ha avuto origine a Akihasan Hongū Akiha Jinja nella prefettura di Shizuoka. Perché durante il periodo Edo il santuario era sotto l'amministrazione del vicino tempio zen Sōtō Shūyō-ji, molti santuari Akiha affiliati erano i santuari tutelari di un tempio Sōtō.[14]
- Durante il Medioevo giapponese, molte proprietà appartenenti a Kōfuku-ji e il suo santuario tutelare Kasuga Taisha[15] ricevettero il kami Kasuga come kami tutelare, portando alla diffusione di tali santuari in tutto il paese.[16]
- Il Kami Inari è spesso il kami tutelare dei templi buddisti.[17]
- Il grande Hiyoshi Taisha, capo di una rete di oltre 4000 santuari, è il chinjusha dell'Enryaku-ji.